# 王瑛 (西原侯)
西原侯王瑛（서원후 왕영，？—1291年），是高麗王朝宗室，也是第三十四任君主恭讓王王瑤的高祖父。

## 生平
王瑛的父親是司空贈始安公王絪，有兄長司空王禎、弟弟王謜和姊妹貞和宮主王氏，受封為西原侯（韓語：서원후），早年事蹟失載。後來他娶皇甫氏生下益陽侯王玢、瑞興君王琠和王氏二子一女；王氏後嫁給忠宣王王璋，封號靜妃。
王瑛在忠烈王十七年（1291年）去世，玄孫王瑤繼位為恭讓王後，在恭讓王二年（1390年）追封高祖父為卞韓國公，諡號英憲，全稱卞韓國英憲公（변한국 영헌공）。